# Rutger Jan Schimmelpenninck
Pour les articles homonymes, voir Schimmelpenninck.
 (août 2019).
Si vous disposez d'ouvrages ou d'articles de référence ou si vous connaissez des sites web de qualité traitant du thème abordé ici, merci de compléter l'article en donnant les références utiles à sa vérifiabilité et en les liant à la section « Notes et références ».
Rutger Jan Schimmelpenninck, né à Deventer le 31 octobre 1761 et mort à Amsterdam le 15 février 1825, est un homme politique néerlandais. Il a notamment été grand-pensionnaire de la République batave entre le 29 avril 1805 et le 4 juin 1806.

## Jeunesse et formation
Schimmelpenninck est né à Deventer d'un négociant en vin, issu d'une ligne bâtarde de la famille noble de Gueldre, les Schimmelpenninck. Il étudie dans un athénée de Deventer puis part, à vingt ans, étudier le droit romain et contemporain à l'université de Leyde.

## Un patriote actif
Il s'installe en tant qu'avocat à Amsterdam en 1785. Il se marie le 26 août 1788 avec Catherina Nahuys. C'est grâce aux relations de sa femme qu'il a pu fonder la société patriote Vaderlandsche Sociëteit. Mais la société est dissoute après l'invasion prussienne de 1787 qui rétablit le stathouder Guillaume V d'Orange-Nassau dans ses pouvoirs. De nombreux patriotes s'exilent en France et en Belgique mais Schimmelpenninck reste à Amsterdam où il fonde avec ses amis une société scientifique — en réalité patriote — Doctrina et Amicitia. On trouve au sein de cette société d'autres patriotes de la première heure comme Krayenhoff, Gogel, Goldberg ou Wiselius.

## Le modéré
Avec l'invasion des troupes françaises du général Pichegru en janvier 1795, Schimmelpenninck et Krayenhoff renversent la municipalité d'Amsterdam le 18 janvier. Il est choisi comme député modéré par le quatorzième district d'Amsterdam pour l'élection de la première Assemblée nationale batave (Nationale Vergadering) qui se réunit à partir du 1er mars 1796. Les modérés ne sont pas l'unique parti de l'Assemblée nationale. Elle est dominée par les fédéralistes, qui veulent conserver l'organisation fédérale de la République, et les unitaristes, qui veulent au contraire créer une république "une et indivisible", sur le modèle français. Les modérés, comme Jan Bernd Bicker, bien qu'étant favorable à l'unité de la République batave, souhaitent toutefois conserver une autonomie importante pour les provinces.
Schimmelpenninck est président de l'Assemblée nationale à deux reprises, entre le 17 et le 30 mai 1796 et entre le 15 et le 29 mai 1797.
Il est député dans la deuxième Assemblée nationale élue pendant l'été 1797, après le rejet par référendum d'un projet de constitution. Il est cependant exclu de l'assemblée par le coup d'État du 22 janvier 1798 mené par le général Daendels au profit des unitaristes. Mécontent de l'action du gouvernement unitariste et profitant du coup d'État du 22 floréal en France, Daendels renverse les unitaristes le 12 juin 1798. Schimmelpenninck est sur le devant de la scène.

## Ambassadeur
En 1798, il devient ambassadeur de la République batave à Paris pour y défendre les intérêts de la Batavie. Il est particulièrement enthousiasmé par le coup d'État du 18 brumaire qui porte Napoléon Bonaparte au pouvoir en France. Il représente la République batave aux négociations du traité d'Amiens pendant l'hiver 1801-1802. Il est alors envoyé comme ambassadeur à Londres mais rentre en Batavie au début de l'été 1803 après la reprise de la guerre avec le Royaume-Uni. En septembre, il retourne à Paris comme ambassadeur.

## Legrand-pensionnaire
Mécontent du gouvernement batave, Napoléon Ier demande à Schimmelpenninck à la fin de 1804 de rédiger une nouvelle constitution dotée d'un exécutif fort, confié à Schimmelpenninck. Le 29 avril 1805, il est investi grand-pensionnaire (Raadspensionaris) de la République batave. Avant la révolution batave, le grand-pensionnaire était le gouverneur civil de la Hollande. Il est devenu en réalité un homme de paille de Napoléon. Il semble que Schimmelpenninck ait accepté à contre-cœur cette décision, considérant que l'indépendance était toujours préférable à l'annexion. Il est assisté de ministres et d'un Corps législatif de 19 membres, les « Hauts et Puissants Seigneurs », réuni mois par an. Là aussi, il y une survivance pré-révolutionnaire, ce titre était celui porté par les représentants des sept provinces unies aux États généraux. Le grand-pensionnaire réside au palais du Bois, près de La Haye, et le gouvernement travaille au Binnenhof. L'un des ministres les plus compétents est le secrétaire d'État aux Finances, Alexander Gogel. Durant sa courte présidence, de grandes réformes ont été initiées, notamment dans le domaine fiscal. En effet, la Batavie dépense alors le double de ses recettes et la banqueroute menace. Le secrétaire d'État Hendrik van Stralen introduit une réforme de l'école pour favoriser l'enseignement public. Malgré des résultats prometteurs, Napoléon décide de remplacer Schimmelpenninck par son jeune frère Louis Bonaparte, qui devient le premier roi de Hollande sous le nom de Louis-Napoléon le 5 juin 1806. Malade, presque aveugle, Schimmelpenninck se retire de la vie politique. Il est toutefois fait chevalier de l'Ordre de l'Union en 1807.

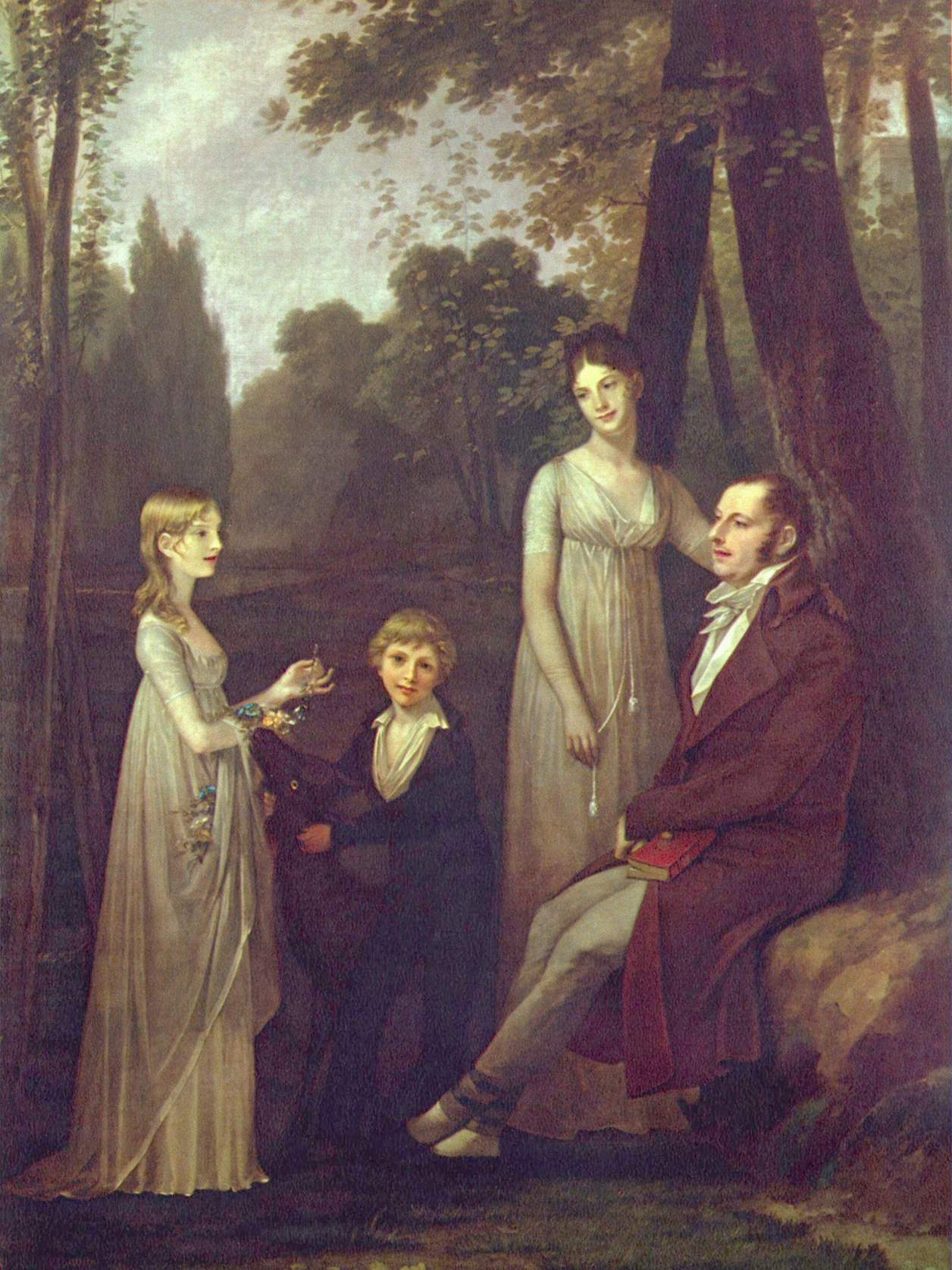
La famille Schimmelpenninck, par Pierre-Paul Prud'hon, vers 1800.

## Sénateur français
Le 9 juillet 1810, la Hollande est réunie à la France. Devenu Français, Schimmelpenninck est l'un des six néerlandais nommés le 30 décembre 1810 par Napoléon pour siéger au Sénat conservateur. Il devient donc comte de l'Empire le 10 avril suivant. Napoléon le fait également grand-trésorier de l'Ordre des Trois-Toisons d'Or.

## De retour aux Pays-Bas
Après l'insurrection néerlandaise et l'établissement d'un royaume des Pays-Bas sous Guillaume Ier, le fils du dernier stathouder Guillaume V, Schimmelpenninck siège à la première Chambre des États généraux, la première chambre du Parlement néerlandais entre 1815 et 1820. Il meurt à Amsterdam le 15 février 1825.

## Famille
De son mariage avec Catharina Nahuys, il a eu deux enfants : une fille et un fils, Gerrit Schimmelpenninck, premier ministre des Pays-Bas en 1848. Son frère, Gerrit, a été membre de l'assemblée provincial de l'Overijssel entre 1795 et 1798. Il est également le grand-père de Rutger Jan comte Schimmelpenninck van  Nijenhuis (1821-1893), député à la seconde Chambre des États généraux et ministre des Finances entre 1866 et 1868.

## Titres et décorations
- Grand-croix de l'ordre de l'Union, 16 février 1807
- Comte de l'Empire, 10 avril 1811
- Grand-croix de l'ordre de la Réunion, 22 février 1812
- Grand-aigle de l'ordre de la Légion d'honneur, 8 novembre 1813
- seigneur de Nijenhuis, Peckedam et Gellicum